# Abdoulaye Maïga
Oberstleutnant Abdoulaye Maïga (* 12. Mai 1981 in Bamako) ist ein malischer Militäroffizier. Er wurde am 21. August 2022 zum Interimspremierminister von Mali ernannt.
Maïga ist ein Oberstleutnant der malischen nationalen Gendarmerie, die Teil der malischen Streitkräfte ist und Strafverfolgungsaufgaben unter der Zivilbevölkerung ausführt. Er hat Diplomatie und Völkerrecht in Algier und Verteidigungs- und internationale Sicherheitspolitik in Paris studiert. Außerdem hat er einen Doktortitel in Internationaler Sicherheit und Verteidigung von der Universität Lyon III. Maïga hat auch Menschenrechte, humanitäre Hilfe und Jura an der Universität Paris-Saclay studiert und promovierte in Wirtschaftsrecht. Seine Dissertation handelte von „der Glaubwürdigkeit der ECOWAS“ bei der Gewährleistung von Frieden und Sicherheit.
Maïga hat im Early Warning Directorate on the Prevention of Terrorism der Economic Community of West African States (ECOWAS) und als Polizeibeamter für MONUSCO gearbeitet. Obwohl er nicht an dem Staatsstreich in Mali im August 2020 beteiligt war, wird er als nahestehend zu Oberst Goïta angesehen und wurde nach dem Staatsstreich im Mai 2021 „zur Stimme der Politik des Bruchs mit Frankreich und seinen Verbündeten“. Im Juni 2021 wurde er zum Minister für Territorialverwaltung und Dezentralisierung ernannt und am 1. Dezember 2021 auch zum Sprecher der Regierung.